# Cladoselachiformes
Cladoselachiformes е изчезнал разред от хрущялни риби и сред най-ранните предшественици на съвременните акули. Разредът има само едно семейство Cladoselachidae и се характеризира с удължено тяло. Гръдните перки са добре развити и действат като стабилизатори на плуване, гръбните перки са снабдени със силни шипове, а аналната перка отсъства.
Тялото им е до 2 м дълго, тънко и могат да се правят бързи движения. Били са в състояние да ловуват риба и главоноги, въпреки че зъбите на тези акули не са в състояние да разкъсат плът подобно на съвременните видове хищници. Имат по седем хрилни отвора.